# Arsenogorceixita
L'arsenogorceixita és un mineral de la classe dels arsenats que pertany al grup de la dussertita. Va ser anomenada així per Kurt Walenta i J. Dunn l'any 1993 en al·lusió a la seva composició química, sent l'arsenat anàleg de la gorceixita.

## Característiques
L'arsenogorceixita és un arsenat d'alumini i bari, de fórmula química BaAl₃(AsO₄)(AsO₃OH)(OH)₆. Pertany al grup de la dussertita, el qual pertany a la vegada al supergrup de l'alunita. És l'anàleg de bari de la philipsbornita i l'arsenogoyazita, i l'arsenat anàleg de la gorceixita. Forma una sèrie de solució sòlida amb l'arsenogoyazita. Cristal·litza en el sistema trigonal formant cristalls romboèdrics, en agregats esferulítics de cristalls radials. La seva duresa a l'escala de Mohs és 4.
Segons la classificació de Nickel-Strunz, l'arsenogorceixita pertany a «08.BL: Fosfats, etc. amb anions addicionals, sense H₂O, amb cations de mida mitjana i gran, (OH, etc.):RO₄ = 3:1» juntament amb els següents minerals: beudantita, corkita, hidalgoita, hinsdalita, kemmlitzita, svanbergita, woodhouseita, gallobeudantita, arsenogoyazita, arsenocrandal·lita, benauita, crandal·lita, dussertita, eylettersita, gorceixita, goyazita, kintoreita, philipsbornita, plumbogummita, segnitita, springcreekita, arsenoflorencita-(La), arsenoflorencita-(Nd), arsenoflorencita-(Ce), florencita-(Ce), florencita-(La), florencita-(Nd), waylandita, zaïrita, arsenowaylandita, graulichita-(Ce), florencita-(Sm), viitaniemiita i pattersonita.

## Formació i jaciments
És un mineral secundari en dipòsits polimetàl·lics hidrotermals de barita-fluorita. Sol trobar-se associada a altres minerals com: arsenogoyazita, brochantita, agardita, malaquita, farmacosiderita, quars, olivenita, barita, fluorita, limonita, mimetita, adamita, beudantita o tsumcorita. Va ser descoberta l'any 1991 a la mina Clara, a la vall de Rankach, a Oberwolfach (Selva Negra, Baden-Württemberg, Alemanya).